# Cirratulida
Cirratulida é uma ordem de vermes pertencente à classe Polychaeta.
Famílias:
- Cirratulidae Carus, 1863
- Paraonidae Cerruti, 1909